# Терепаї Маоате
Терепаї Маоате (англ. Terepai Maoate), повне ім'я — сер Терепаї Туамуре Маоате (англ. Sir Terepai Tuamure Maoate) — політик, прем'єр-міністр Островів Кука з 18 листопада 1999 року по 11 лютого 2002 року.

## Біографія
Народився на острові Раротонга у 1934 році. Вчився у початковій школі Нгатангія (Ngatangiia Primary School), потім у Школі медицини Фіджі. Згодом закінчив Оклендський університет у Новій Зеландії.
Працював лікарем на Роратонзі. Потім став директором Відділення клінічних послуг Міністерства охорони здоров'я. У 1983 році обраний до парламенту Островів Кука. Згодом займав пост міністра охорони здоров'я і сільського господарства у кабінеті прем'єр-міністра Тома Девіса, а в період з 1985 по 1989 рік був також віце-прем'єром.
У 1998 році став лідером опозиційної Демократичної партії Островів Кука. Після виборів 1999 року, завдяки коаліційним угодам, стам прем'єр-міністром. 11 лютого 2002 року Маоате пішов у відставку і знову став лідером опозиції. Він ще кілька разів займав посаду віце-прем'єра та міністра закордонних справ. У червні 2010 року він пішов з поста лідера Демократичної партії. Далі він безуспішно балатувався до парламенту як незалежний кандидат.
9 липня 2012 року Терепаї Маоате помер від раку простати у віці 77 років.

## Особисте життя
Терепаї Маоате був одружений з Леді Маріто (до шлюбу Мапу), родом з острова Аїтутакі. У них донька і п'ять синів. Його син Терепаї Маоате молодший теж займається політикою.